# Gesamtschule Bremen-Ost

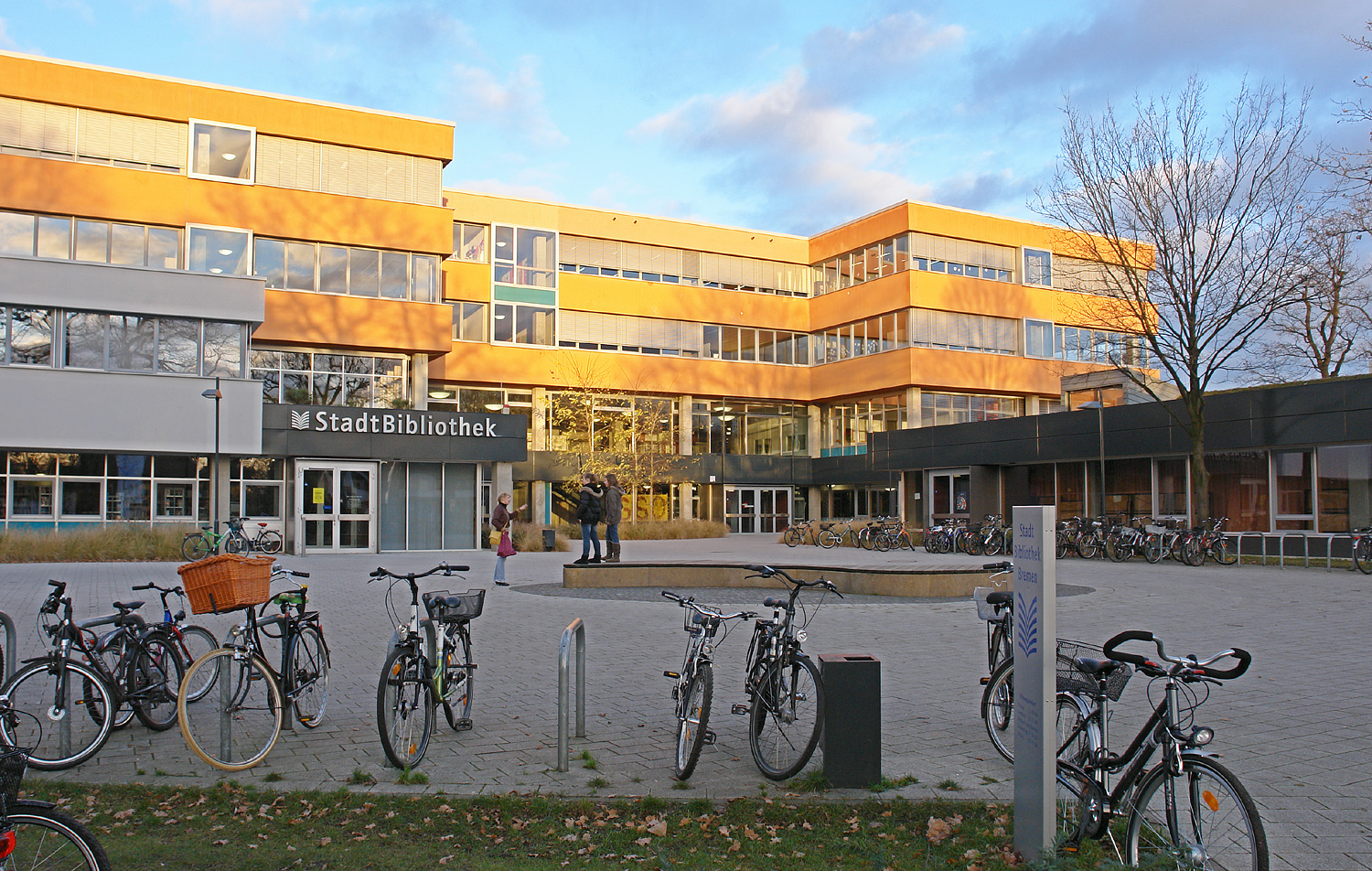
GSO und StadtBibliothek

Die Gesamtschule Bremen-Ost (GSO), Walliser Straße 125, ist eine 1972 gegründete integrierte Gesamtschule mit Ganztagsbetrieb im Stadtteil Osterholz-Tenever im Osten Bremens. Der Stadtteil hat zugleich alte Siedlungsstruktur (Bauernhöfe, Wiesen und Felder, Parks) und große Wohnsiedlungsbereiche mit hohem Bevölkerungsanteil mit Migrationshintergrund. Mit etwa 1350 Schülern ist die GSO die größte allgemeinbildende Schule in Bremen. Sie ist eine Integrierte Gesamtschule, seit 2010 mit der Bezeichnung Oberschule, die auch eine Gymnasiale Oberstufe hat. Diese Oberstufe ist für alle Schülerinnen und Schüler des Stadtteils und darüber hinaus anwählbar.

## Geschichte
Gebäude
Die Gesamtschule Ost entstand von 1970 bis 1972 nach Plänen der Architektengemeinschaft Planungsgruppe 5 (Glade, Köhl, Müller, Schmidt und Zickerow) Das Baukonzept entsprach dem damaligen bildungspolitischen Leitbild einer Großanlage. Durch seine Größe und Verdichtung sollten die vielfältigen Angebote für Schülerinnen und Schüler sowie den Menschen im Stadtteil erreicht werden. Die Schule war für 2400 Schülerinnen und Schüler geplant. Das viergeschossige Gebäude in Stahlbetonskelettbauweise entstand aus Sichtbeton-Fertigteilen mit den Sonderunterrichtsbereichen, der Verwaltung und den schul- und stadtteilöffentlichen Bereichen in den unteren Ebenen. Von der terrassenartigen angehobenen Hauptebene wird in der Mittelachse eine Folge von Höfen erreicht. Das Gebäude wurde von 2002 bis 2007 grundlegend saniert.
Schule
1972 wurde die Schule als integrierte Gesamtschule eröffnet. Zehn Jahre nach der Gründung hatte die GSO 1200 Schülerinnen und Schüler. Danach ging die Anzahl der Lernenden zunächst zurück und nahm danach wieder zu. Die Schüler kommen hauptsächlich aus den Stadtteilen Osterholz, Mahndorf und Oberneuland. 2007 hat die Deutsche Kammerphilharmonie Bremen Probenräume in der GSO bezogen.
Im Gebäude befindet sich seit 1974/75 die Stadt(teil)bibliothek Osterholz der Stadtbibliothek Bremen.

## Konzept
Die Klassen der GSO werden in der fünften Klassenstufe zusammengestellt und bleiben bis zur zehnten Klassenstufe zusammen. Den jeweiligen Klassen werden bis zur achten Klasse jeweils Sozialpädagogen zugeordnet. Es bestehen Klassen mit den Schwerpunkten Musik, Kunst, Theater und Naturwissenschaften. Daneben wird ein Neigungsfach aus den Bereichen Technik, Musik, Kunst, Naturwissenschaften oder den Fremdsprachen Französisch oder Spanisch gewählt. Obwohl die Klassenverbände bis zum zehnten Jahrgang bestehen bleiben, findet in den Fächern Englisch und Mathematik (ab siebte Klasse), Deutsch (ab Klasse 8) und Naturwissenschaften (ab Klasse 9) Differenzierungen nach der schulischen Leistung statt.
Wegen des Ganztagsbetriebes besteht eine Schulmensa, in der es täglich zwei Menüs gibt. In der Mittagspause werden zahlreiche Freizeitbeschäftigungen angeboten.

## Arbeitsgemeinschaften
Es werden Arbeitsgemeinschaften zum Thema Fußball, Handball, Hockey, Badminton, Tischtennis, Schwimmen, Kajak, Tanzen, Schulgarten, Computer, Theater, Video, Schulsanitäter, Fahrradreparatur sowie eine Arbeitsgemeinschaft Jugend forscht angeboten. Es besteht auch die Möglichkeit, sich im Rahmen einer Arbeitsgemeinschaft am Popchor zu beteiligen. Neben den Arbeitsgemeinschaften finden jährlich auch Projektwochen statt.

## Kooperationen
Die GSO kooperiert mit der Deutschen Kammerphilharmonie Bremen, mit der Bremer Kunsthalle, mit dem Focke-Museum und mit dem SV Werder Bremen.
Jedes Schuljahr gibt es zahlreiche gemeinsame Aktivitäten.

## Auszeichnungen
2007 wurden die GSO und die Deutsche Kammerphilharmonie Bremen gemeinsam für ihre Kooperation mit dem Zukunftsaward des Zukunftsinstituts in der Kategorie „Beste Soziale Innovation“ ausgezeichnet.
2008 gewann die Schule den 1. Preis im Wettbewerb „Kinder zum Olymp“ für das Projekt „Melodie des Lebens“, das zweimal jährlich zusammen mit den Musikerinnen und Musikern der Deutschen Kammerphilharmonie stattfindet. Mark Scheibe, ein Bremer Entertainer, der in Berlin lebt, moderiert und stellt diese Show zusammen. Am 31. Oktober 2008 wurde die Initiative im Wettbewerb „Deutschland – Land der Ideen“ zum „Ausgewählten Ort 2008“ Zukunftslabor Orchesterschule Bremen gekürt.
Im Juni 2009 wurde das Projekt „Faust II“ unter großer öffentlicher Beteiligung zusammen mit der Deutschen Kammerphilharmonie und dem Schauspieler Dominique Horwitz aufgeführt. Dokumentiert wurde dieses Projekt durch einen Spielfilm, den Eike Besuden im Frühjahr über dieses einmalige Projekt gedreht hat.
2010 fand in der GSO der Bundeskongress „Demokratisch Handeln“ statt. Hildegard Hamm-Brücher war Gast der Schule.
Die GSO gehörte 2011 zu 20 Schulen, die für den Deutschen Schulpreis 2012 besucht wurden.
Das Projekt „Wer ist Deutscher?“ einer elften Klasse wurde 2013 mit dem Hildegard Hamm-Brücher-Förderpreis für Demokratie lernen und erfahren ausgezeichnet. Am 14. Mai 2018 wurde die Schule in Berlin mit einem zweiten Platz beim deutschen Schulpreis 2018 ausgezeichnet, der mit 25.000 Euro dotiert ist.

## Bekannte Schulangehörige
- Ilse Lübben (1936–1998), Politikerin (SPD)
- Nadine Aßmann (* 1988), Schauspielerin, Regisseurin, Autorin
- Ruken Aytaş (* 1967), Bremer Politikerin (SPD), Mitglied der Bremischen Bürgerschaft
- Mustafa Öztürk (* 1973), Politiker (Bündnis 90/Die Grünen), Mitglied der Bremer Bürgerschaft
- Sascha Reimann (* 1973), Musiker, Rapper und Schauspieler, Mitglied der Band Deichkind[9]
- Sebastian Hahn, Autor und Komiker
- Eren Dinkçi (* 2001), türkischer Fußballspieler